# Muzeul Județean Buzău
Muzeul Județean Buzău este principala instituție muzeală din județul Buzău. Aceasta funcționează actual în clădirea fostului liceu normal de fete construită în anul 1920 (inclusă sub denumirea de Muzeul Județean Buzău, pe Lista monumentelor istorice din județul Buzău cu codul de  BZ-II-m-B-02317. 
Structura sa cuprinde 3 departamente (Arheologie, Istorie-Memorialistică, Artă plastică) și 4 colecții externe, una situată tot în Buzău și altele situate în satele  Colți, Măgura, Pârscov..
Sub egida instituției s-au publicat o serie de cărți  („Biblioteca Mousaios”), 2 buletine științifice anuale („Mousaios” și „Analele Buzăului”), cataloage și monografii, rod al activitatății științifice de cercetare dusă în cadrul instituției muzeale.
Bazele sale au fost puse de către Basil Iorgulescu și dezvoltarea colecțiilor a determinat mai multe etape de extindere. Actualul sediu este al treilea.

## Sediu
Sediul muzeului este situat pe bulevardul Nicolae Bălcescu numărul 50 din municipiului Buzău în apropierea intrării principale în Parcul Crâng, într-o clădire în stil neoromânesc construită în anii 1920, pe care o împarte ca sediu cu Teatrul George Ciprian, Centrul Județean de Cultură și Artă, și cu Casa de Cultură a Municipiului Buzău. Clădirea este cea a fostului liceu normal de fete și este inclusă pe Lista monumentelor istorice din județul Buzău cu codul  BZ-II-m-B-02317, sub denumirea de Muzeul Județean Buzău,
În aceeași clădire, în anii 1980–1990 s-au desfășurat și o parte din cursurile Școlii Generale nr. 15 (astăzi, Școala George Emil Palade). Accesul din bulevard către clădire se face printr-o scurtă alee denumită Aleea Castanilor, care duce printre blocurile de locuințe la sediul Muzeului.
Zona este deservită în cadrul rețelei buzoiene de transport public de linia de autobuze și microbuze 7 (stația Crâng).

## Structură
Muzeul, care este principala instituție de acest tip din Județul Buzău, este constituit din 3 departamente și 4 colecții externe:
1. Secții: Arheologie, Istorie-Memorialistică, Artă plastică
2. Colecții externe: Colecția de chihlimbar Colți, Colecția de etnografie și artă populară Vergu-Mănăilă, Casa memorială Vasile Voiculescu, Pârscov, Tabăra de sculptură de la Măgura

Odată cu preluarea Taberei de la Măgura, muzeul a preluat administrarea și a grupului statuar Fântâna lui Mihai Viteazul de la Ciuta, a monumentului 1907 de la Mărăcineni și a Rezervației de sculptură țărănească în piatră „Fântâna Rece” din comuna Tisău.
În incinta muzeului funcționează Teatrul „George Ciprian”.

## Departamente

### Arheologie
Patrimoniul muzeal conține artefacte din Epoca Pietrei (neo-eneolitic), Epoca Bronzului (Cultura Monteoru), Epoca Fierului și Mileniul I, perioada evului mediu și în epoca premodernă. Există aici și o replică a Tezaurului de la Pietroasele.

### Istorie-Memorialistică
Departamentul are un sector ce conține exponate din Epoca modernă și contemporană, unul dedicat culturii buzoiene, unul dedicat personalităților din județ (oameni de cultură, sportivi, politicieni).
Patrimoniului muzeistic i se asociază o Colecție de telefoane de epocă, ce cuprinde peste 200 de piese de proveniență străină și românească, dintre cea mai veche datează din 1898. Există de asemeni și o colecție numismatică.

### Artă plastică
Conține lucrări de ceramică, sticlă, cea mai importantă colecție de tapiserie contemporană din România, colaje cu motive populare, lucrări de pictură și grafică, bijuterii din argint și alte aliaje, sculpturi – reunite sub forma unor colecții de Artă contemporană decorativă: „Brăduț Covaliu”, „Bucur și Margareta Chiriac”, „Luiza Asavetei”, „Margareta Sterian”).

## Colecții externe

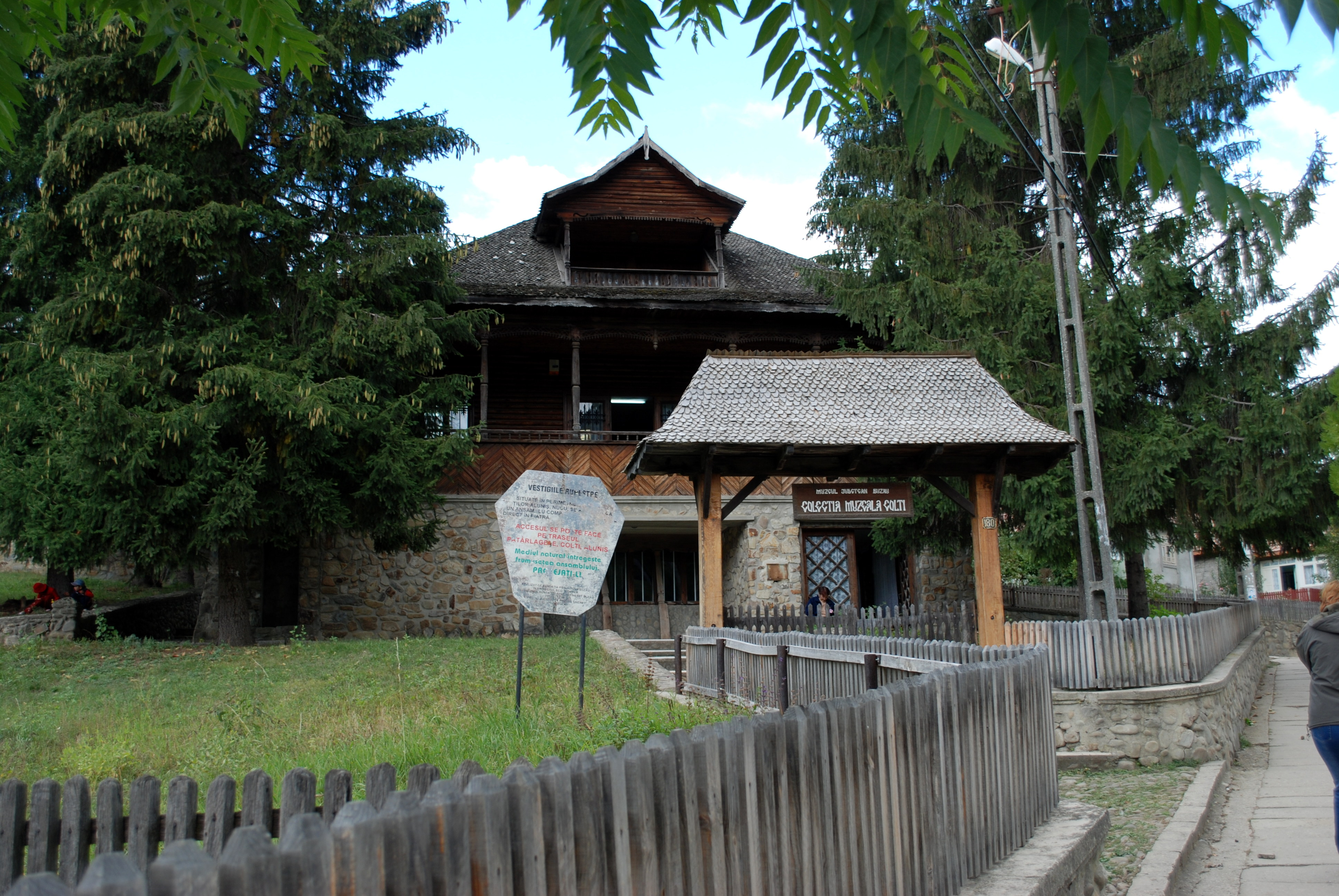
Muzeul Chihlimbarului din satul Colți

### Colecția de chihlimbar Colți
În 1979 Muzeul Județean Buzău începe achiziționarea din comuna Colți a unor obiecte de chihlimbar și etnografice – reunite sub numele de Colecția muzeală Colți (actual Colecția de chihlimbar Colți), astfel că la 14 iunie 1980 deschide o expoziție cu peste 270 de piese brute și prelucrate, dintre care cea mai mare are 3,45 kg. La Colți au fost duse într-o casă intitulată „Muzeul Chihlimbarului” – construită în stil popular în anii 1973 - 1974, o parte dintre exponate. O mină folosită în scopuri exclusiv turistice, a fost săpată lângă muzeu.
O perioadă –  anterioară anului 2010, muzeul a fost închis din cauza degradării clădirii și a lipsei de personal muzeografic.

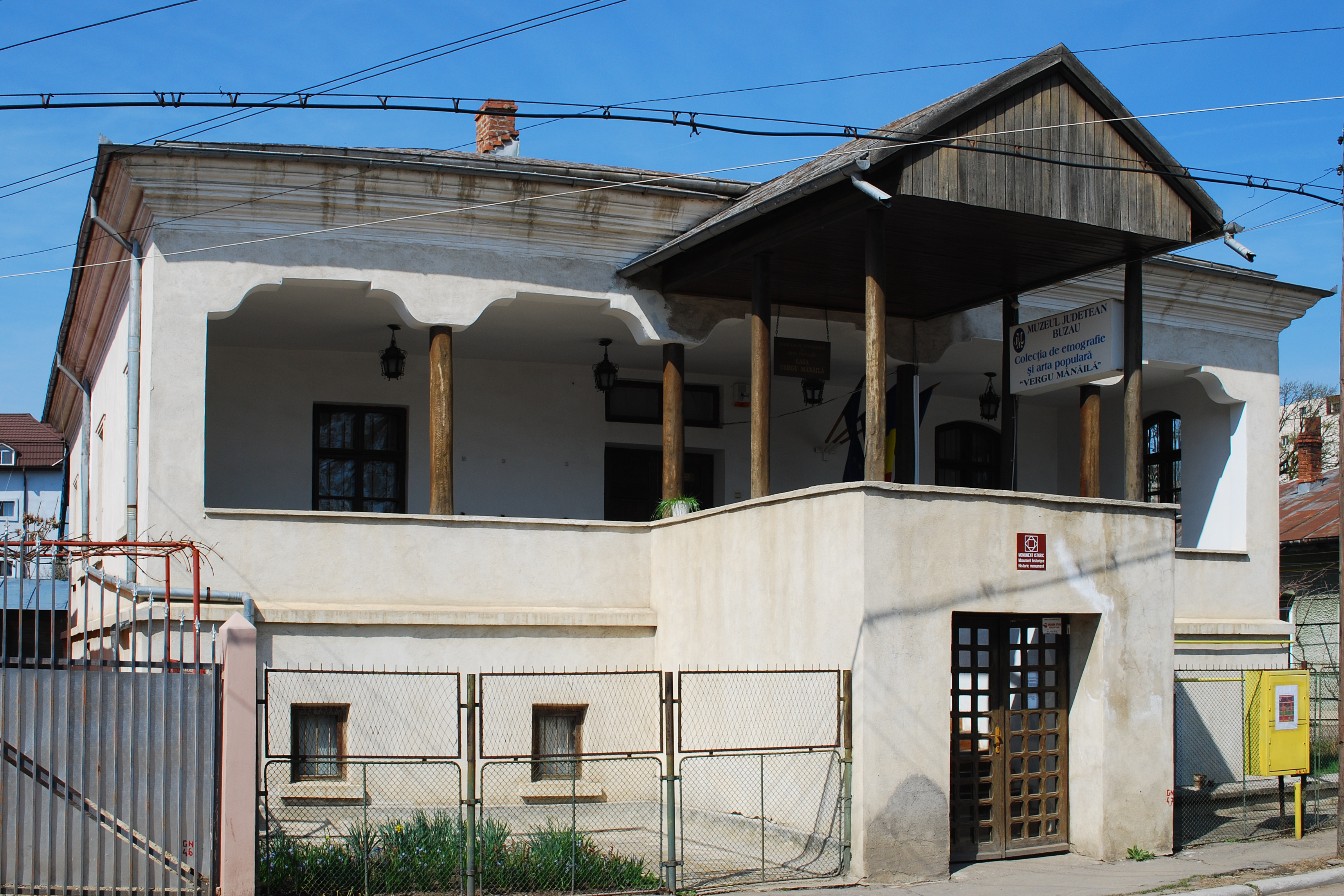
Casa Vergu-Mănăilă

### Colecția de etnografie și artă populară Vergu-Mănăilă
Colecția respectivă își are sediul în casa ce a aparținut la sfârșitul secolului al XVIII-lea familiilor Vergu și Mănăilă de pe  Str. Războieni nr. 8 și, prezintă țesături, piese de mobilier și obiecte de uz casnic și gospodăresc, precum și obiecte ce sunt specifice diverselor ocupații. Una dintre săli este organizată sub forma unei camere de oaspeți iar două prezintă portul popular din zonă.

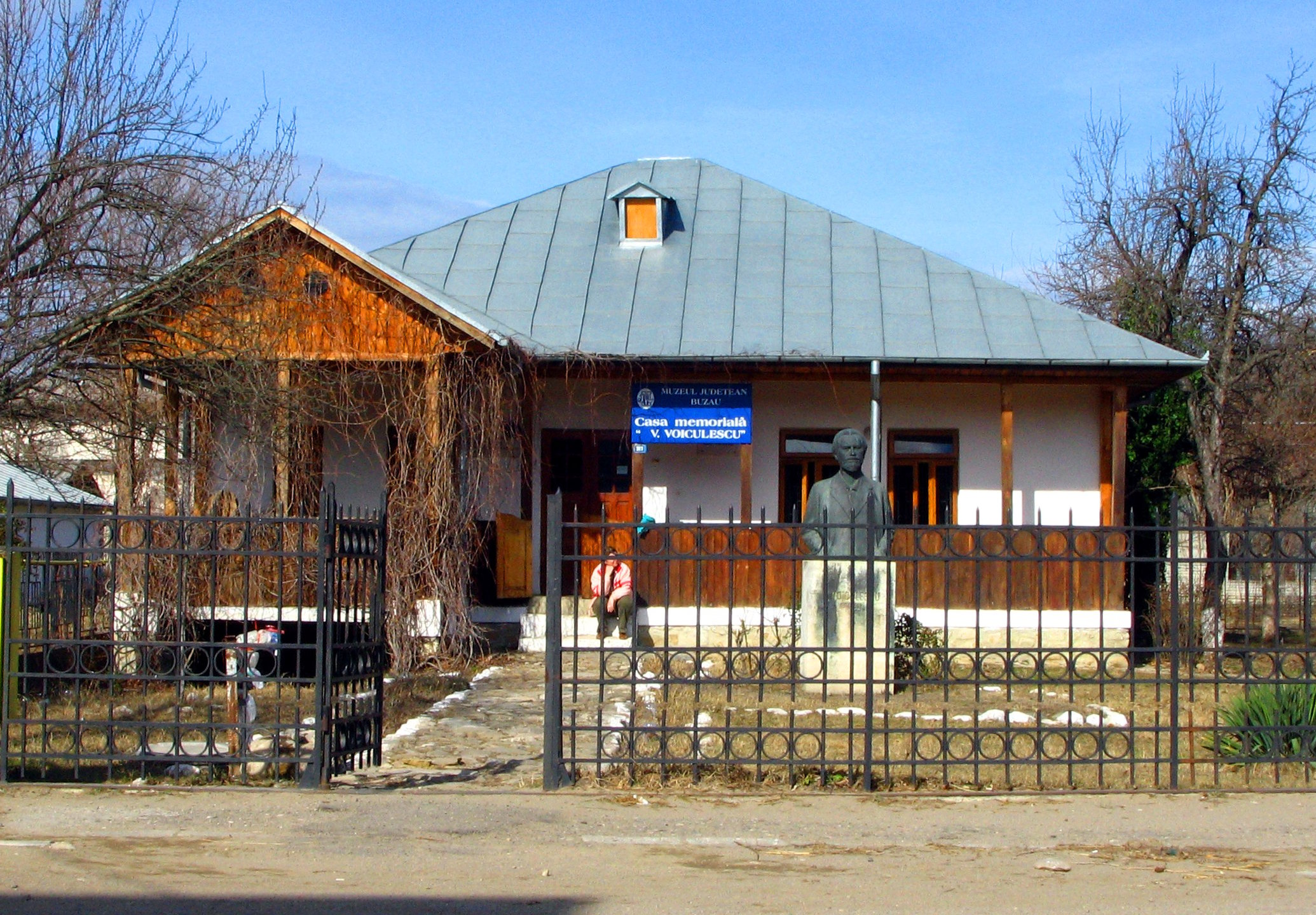
Casa memorială Vasile Voiculescu din Pârscov

### Casa memorială Vasile Voiculescu
Se află la Pârscov, în satul în care s-a nascut la 13 octombrie 1884 poetul, dramaturgul, publicistul și editorul Vasile Voiculescu, personalitate remarcabilă a literaturii românești, membru al Academiei Române. Casa reconstituie atmosfera și etapele vieții și creației scriitorului.

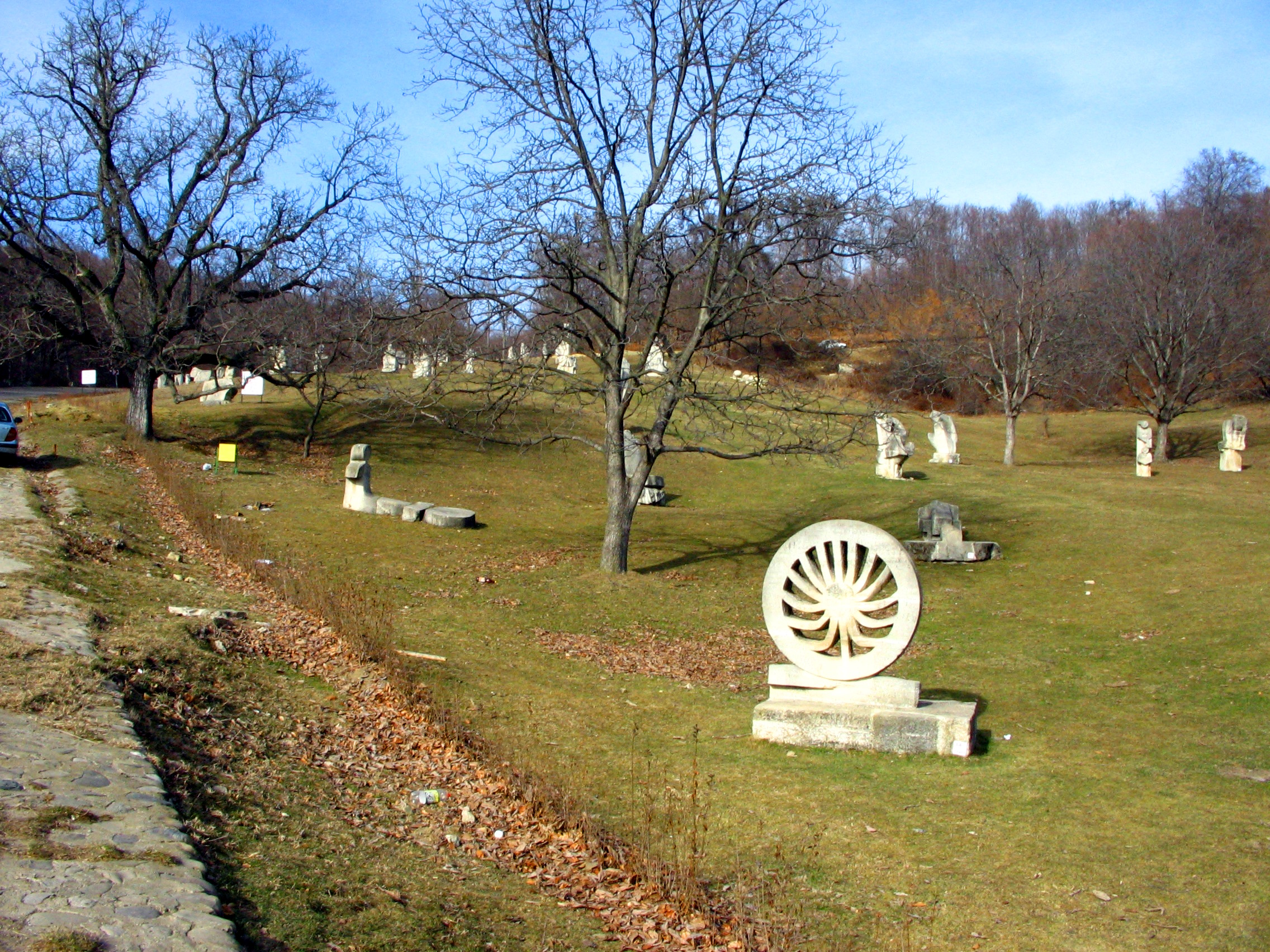
Imagine din Tabăra de sculptură Măgura

### Tabăra de sculptură de la Măgura
Este preluată în administrare de Muzeul Județean din anul 2006. Sunt aici 256 de lucrări din piatră create între 1970 și 1985, situate pe pajiștile din preajma mănăstirii Ciolanu.

## Activitatea publicistică și editorială
Sub egida instituției, se desfășoară o activități publicistice și editoriale care completează oferta culturală și științifică. Astfel a fost inițiată în 1999 publicarea unei serii de cărți reunite sub titlul de „Biblioteca Mousaios”, până la jumătatea anului 2013 publicându-se 11 titluri.
Sunt publicate periodic (actual anual) 2 buletine științifice: „Mousaios” și „Analele Buzăului”.
De asemeni activitatea editorială este completată de publicarea unor cataloage și monografii.
Activitatea științifică de cercetare este dusă atât independent, cât și în colaborare cu alte instituții muzeale.

## Istoric
Bazele primei colecții publice de piese arheologice, antropologice și istorice din Buzău s-au datorat lui pedagogului, publicistului și geografului român Basil Iorgulescu, care după ce în decurs de un deceniu a strâns diverse piese, a cerut în 1891 aprobarea de la Ministerului Cultelor și Instrucțiunii Publice de a le reuni, astfel că în 1895 a expus colecția într-una dinstre sălile Liceului „Alexandru Hâjdeu” (astăzi „B.P. Hasdeu”).
Mai târziu în 1955 s-a dechis în strada Unirii la numărul 145 – având la bază reunirea unor colecții școlare și a artefactelor descoperite la Sărata Monteoru și Aldeni, prima expoziție permanentă orășenească.
Muzeul a devenit judeațean în 1968, și a trecut prin 1971 printr-un proces de reorganizare prin care s-a aceentuat caracterul arheologic și istoric. Mutarea în actualul sediu s-a produs în 1980 în același an în care s-a deschis și secția de Artă plastică (picturi și exponate de Artă decorativă), iar inaugurarea în 7 iulie 1981. Au urmat noi transformări și actualizări în 1986 și 1990.
În perioada 2010 – 2015 clădirea muzeului a fost supusă unui program de reabilitare. Totodată s-a urmărit și completarea colecțiilor și ameliorarea procesului de vizitare. Expoziția permanentă a fost închisă în 2011 în contextul activității de reabilitare și a fost redeschisă parțial în toamna 2015.

### Proiecte
Există intenția de realiza sub patronajul Muzeului Județan, reconstrucția unui așezări sătești reprezentative pentru viața materială din perioade diferite ale epocilor timpurii ale existenței umane, lângă situl arheologic Cârlomănești – Cetățuia. Acesta va conține case din Epoca Pietrei, Epoca Bronzului, Epoca Fierului și Epoca Migrațiilor, anexe specifice și un sanctuar.
De asemeni, instituția este implicată și în reconstrucția cetății dacice de la Cârlomânești.
A fost demarată în vederea reconstituirii unei colecții care să descrie atmosfera vieții de zi cu zi din perioada comunistă, o campanie de strângeri de bunuri specifice epocii respective.